# Теодор Парницький
Теодор Парницький (пол. Teodor Parnicki, 05.03.1908 — 05.12.1988) — польський письменник, автор історичних романів.

## Біографія

### Ранні роки та освіта
Теодор Парницький народився 05 березня 1908 року у Берліні, в родині інженера. З 1911 року по 1914 рік, у зв’язку із запрошенням батька, Броніслава Парницького, на роботу, родина мешкає у Москві. 
Після початку Першої світової війни, з 1914 року, сім’я Парницьких вимушено переїжджає до Уфи, де у 1918 році від туберкульозу помирає мати Теодора. 
Під час революційних подій, у 1920 році, Теодор їде до Харбіну, де за допомогою місцевої польської громади закінчує польську гімназію. 
З 1928 року він живе у Львові (на той час Польща, зараз Україна) та навчається у Львівському університеті Яна Казиміра.

### Літературна діяльність
Перший твір Т. Парницького – детективна історія «Три хвилини на шосту», друкувався  у 1929-1930 роках у Харбіні.
У 1937 році виходить роман «Аецій, останній римлянин», який був початком творчості Т. Парницького як романіста. За цей роман автор був висунутий на здобуття премії Польської академії літератури, після отримання якої він подорожує Грецією, Туреччиною, Італією та повертається до Польщі у 1939 році.
Після окупації Польщі Радянським Союзом, у 1940 році, Т. Парницький був депортований до СРСР, але згодом йому вдається дістатись Єрусалиму.
У 1944-1945 роках жив у Мексиці. 
У 1960-х роках повернувся до Польщі.
Протягом 1972-1973 років викладає курс лекцій у Варшавському університеті.
У 1983 році отримує ступінь почесного доктора Ягеллонського університету.
Помер Т. Парницький 05 грудня 1988 року у Варшаві.

## Основні твори
- «Три хвилини на шосту» (детектив), 1929 – 1930;
- «Граф Юліан і король Родерік» (роман), 1934 (опублікований у 1976);
- «Аецій, останній римлянин» (роман), 1937;
- «Срібні орли» (роман), 1944;
- «Кінець «Згоди народів» (роман), 1955;
- «Слово і плоть» (роман), 1960;
- «Тільки Беатриче» (роман), 1962;
- «Колеса на піску» (роман), 1966;
- «Смерть Аеція» (роман), 1966;
- «Дари Кордови» (роман), 1981[4].